# Aszot Galojan
Aszot Galojan (orm. Աշոտ Գալոյան, ur. 9 lipca 1956 w Kirowakanie) – ormiański historyk, polityk i dyplomata, od 2005 ambasador Armenii w Polsce, akredytowany w Estonii, na Litwie i Łotwie.

## Życiorys
W 1979 ukończył studia historyczne na Uniwersytecie Państwowym w Erywaniu. Posiada stopień doktora nauk historycznych.
Po ukończeniu studiów pozostał na macierzystej uczelni. Przez cztery lata był asystentem rektora. Od 1983 do 1986 pełnił funkcję sekretarza komitetu uczelnianego Komsomołu. W latach 1986–1987 był wykładowcą na Wydziale Historii.
Od 1987 wykładał gościnnie na uczelniach amerykańskich. W latach 1993–1997 prowadził wykłady na wydziałach historii i nauk politycznych Uniwersytetu Kalifornijskiego. Wykładał także na Amerykańskim Uniwersytecie Armenii. W latach 1997–1998 pracował na Uniwersytecie im. Hraczji Aczarjana w Erywaniu.
Od 1999 do 2003 zasiadał w Zgromadzeniu Narodowym Armenii. Był członkiem Komisji Spraw Zagranicznych oraz Delegacji do Zgromadzenia Parlamentarnego Rady Europy. W latach 2003–2005 był doradcą ministra spraw zagranicznych.
24 grudnia 2005 otrzymał nominację na stanowisko Ambasadora Republiki Armenii w Polsce. Od 2006 jest również akredytowany w Estonii, na Litwie i Łotwie.